# 福島市立西根中学校
福島市立西根中学校（ふくしましりつ にしね　ちゅうがっこう）は、福島県福島市にある公立中学校である。

## 概要
福島市北部、飯坂地区の東部を通学区域とし、飯坂温泉街北東側の高台に位置する。2020年5月1日現在、7学級107名の児童が在籍する。

## 沿革
- 1947年
  - 4月 - 学校教育法が施行され創立する。
- 1955年
  - 3月31日 - 湯野村が合併により飯坂町となるに伴い、飯坂町立西根中学校となる。
- 1964年
  - 1月 - 飯坂町が福島市に編入されたことにより福島市立西根中学校となる。
- 1988年
  - 7月1日 - RC造二階建（建築面積3477平米）の校舎が竣工する。
- 1989年
  - 2月3日 - 屋内運動場（建築面積1237平米）が竣工する。
- 1990年
  - 3月26日 - 水泳プール(25m×14m 7コース）が竣工する。

## 教育方針
教育目標

## 学校行事
| - 4月 - 5月 - 6月 | - 7月 - 8月 - 9月 | - 10月 - 11月 - 12月 | - 1月 - 2月 - 3月 |

## 通学区域[2]
- 飯坂地区
  - 飯坂町湯野
  - 飯坂町東湯野
  - 飯坂町（字下中川原、上中川原及び摺上川より東側の東桜瀬)

## 進学前小学校[3]
- 福島市立湯野小学校

## 学区内の主な施設
- 福島交通
  - 湯野駅跡
- 国道399号
- 福島県道124号飯坂桑折線
- 飯坂温泉

## 交通
- 福島交通飯坂線飯坂温泉駅より徒歩約15分[4]。